# Falcon 9
El Falcon 9 és un vehicle de llançament mitjà de dues etapes dissenyat i fabricat per l'empresa SpaceX als Estats Units. És propulsat per motors Merlin, desenvolupats també per SpaceX, i consumeix oxigen líquid (LOX) i querosè de coet (RP-1) com a propel·lent. El nom de Falcon és un homenatge al Falcó Mil·lenari i el número fa referència als nou motors de la primera etapa del coet. Ha tingut diferents versions, v1.0 (2010–2013), v1.1 (2013–2016), v1.2 "Full Thrust" (2015–2018), i la variant Block 5, que està en servei des de maig de 2018. Al contrari de la majoria de coets, que són d'un sol ús, el Falcon 9 és parcialment reutilitzable, ja que la primera etapa pot tornar a l'atmosfera i tornar a aterrar verticalment després de separar-se de la segona etapa. Aquesta fita es va aconseguir per primera vegada amb el vintè vol amb la versió 1.2 el desembre de 2015.
El Falcon 9 pot portar càrregues de fins a 22800 kg a òrbita terrestre baixa, 8300 kg a una òrbita de transferència geoestacionària (GTO) si no es recupera, i 5500 kg a GTO si es recupera la primera etapa. Les càrregues a GTO més pesants han estat l'Intelsat 35e amb 6.761 kg, i el Telstar 19V amb 7.075 kg, encara que aquest últim es va enviar a una òrbita GTO d'energia més baixa aconseguint un apogeu molt per sota de l'altitud geoestacionària.
El 2008, SpaceX va aconseguir un contracte Commercial Resupply Services (CRS) de la NASA per proveir l'Estació Espacial Internacional dins el marc del programa Commercial Orbital Transportation Services (COTS) utilitzant el Falcon 9 i la càpsula Dragon. La primera missió dins d'aquest contracte es va llançar l'octubre de 2012. SpaceX té la intenció de certificar el Falcon 9 per a vols tripulats i portar astronautes a l'Estació Espacial Internacional com a part del programa Commercial Crew Development.
El primer Falcon 9 s'enlairà amb èxit del complex de llançament de l'estació de la Força Aèria del Cap Canaveral 40 el 4 de juny del 2010 a les 18:45 UTC i aconseguí inserir-se en òrbita, després que el llançament hagués patit diversos retards des del novembre del 2009. La versió inicial del Falcon 9, la 1.0 va enlairar-se cinc vegades entre el juny de 2010 i març de 2013; la versió 1.1 va volar quinze cops entre setembre de 2013 i gener de 2016. La versió "Full Thrust" està en servei des de desembre de 2015, amb algunes millores addicionals que no han merescut canvi de versió. L'última variant, el Block 5, es va presentar el maig de 2018. Té un impuls de motor superior, potes d'aterratge millorades i altres millores menors que ajuden a la recuperació i la reutilització. El derivat Falcon Heavy, que es va presentar el febrer de 2018, consisteix en una primera etapa d'un Falcon 9 reforçada fent de nucli central, unit a dues primeres etapes Falcon 9 estàndard que s'utilitzen com a impulsors.
En 17 de novembre de 2020 un Falcon 9 portant un Dragon 2 amb quatre tripulants que es va enlairar el dia anterior es va acoblar a la Estació Espacial Internacional en la seva primera missió després de l'acoblament de prova del Crew Dragon Demo-2 de maig a agost de 2020. És un coet homologat per a vols tripulats.